# Rabat (Malta)
Rabat és un poble de Malta situat al centre de l'illa, al costat de Mdina. En el cens de 2005 tenia 11462 habitants i una superfície de 26,6. La ciutat és coneguda per haver estat lloc on va residir Sant Pau a qui, juntament amb Santa Àgata, estan dedicades les catacumbes que hi ha per sota la ciutat. La pel·lícula Múnic de Steven Spielberg va ser rodada pels carrers d'aquesta localitat.

## Catacumbes de Santa Àgata

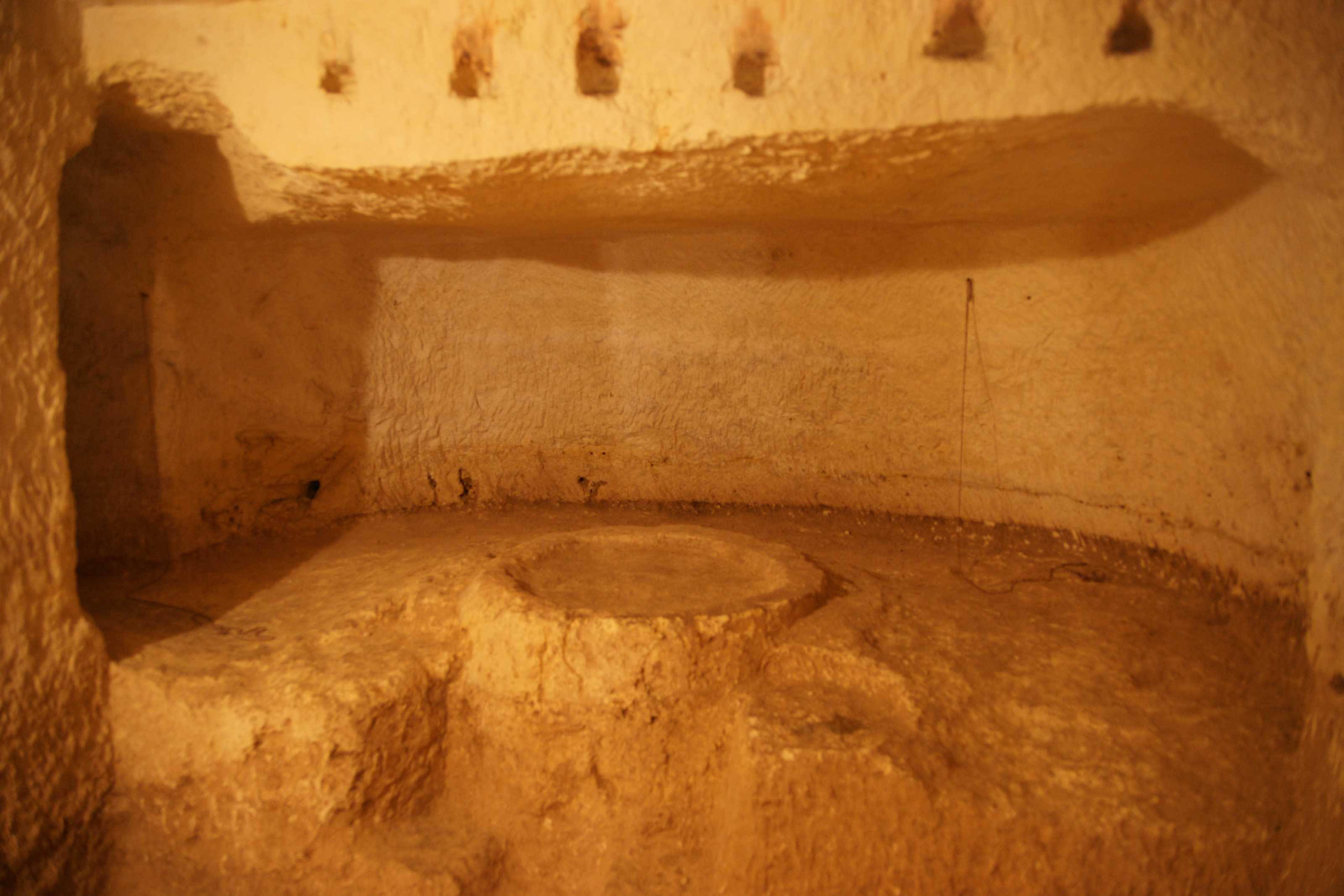
Taula Àgape, amb petits nínxols a la part superior, corresponent a les catacumbes de Sant Pau

Les catacumbes de Santa Àgata consisteixen, igual que les altres catacumbes, en llargs passadissos estrets amb tombes a cada costat. Algunes de les tombes estan decorades amb relleus i frescos. Té una extensió de 4.100 m² i daten del s. II i III dC. Hi ha més de mig miler de tombes de diversos tipus, la majoria dels nens. Hi ha seccions per pagans, jueus i cristians.
La major part de les tombes es van utilitzar per a enterrar dues persones, però n'hi ha que tenen enterrades fins a cinc persones.
A cada tomba hi ha una cavitat semicircular on es recolza el cap del mort. Aquestes cavitats indiquen quantes persones van ser enterrades en cada tomba.
Una altra característica interessant en les catacumbes de Malta és la Taula Àgape, probablement utilitzat com una taula per al menjar de comiat final. Aquesta és una taula rodona excavat a la roca viva uns 60 cm o més per sobre del nivell del sòl. La part superior plana està envoltada amb una vora d'uns 6 cm d'ample i 3 cm d'alt amb un petita secció tallada a la part davantera. Probablement això servia per netejar i rentar la taula quan el menjar s'havia acabat.
Molt sovint, es poden veure molts petits nínxols tallats en les parets laterals. Aquests s'utilitzaven contenir un llum d'oli per a il·luminar la zona. Molts nínxols encara tenen les marques de sutge.
Dues de les tombes de les Catacumbes de Santa Àgata estan decorades amb pintures murals. A la paret prop del cap d'una d'aquestes tombes, hi ha una inscripció en grec que diu "Abans de les calendes de setembre, Leonias va ser enterrat aquí". Aquesta inscripció s'ha deteriorat al llarg dels anys, i és difícil de llegir.
Una de les cambres sembla Sancta Sanctorum i té un radi de 2,75m. A un costat hi ha l'altar d'aquesta capella primitiva. Està decorat amb un fresc segle iii.